# ايغور شفشينكو
ايغور شفشينكو (بالروسية: Шевченко, Игорь Вадимович)‏ (2 فبراير 1985 بسامارا في روسيا - ) هو لاعب كرة قدم روسي في مركز الهجوم. شارك مع منتخب روسيا تحت 21 سنة لكرة القدم. أما مع النوادي، فقد لعب مع أرسنال تولا وأنجي محج قلعة وتوربيدو موسكو وتيريك غروزني وسيبير نوفوسيبيريسك ولوخ إينيرجيا فلاديفوستوك ونادي أوفا ونادي كريليا سوفيتوف سامارا ونادي كوبان كراسنودار وFC Zhemchuzhina-Sochi ‏ وفاكل فارونيش ‏ ونادي ينيسي كراسنويارسك ‏.

## وصلات خارجية
- ايغور شفشينكو على موقع قاعدة بيانات كرة القدم.إي يو (الإنجليزية)
- ايغور شفشينكو على موقع Soccerway.com (الإنجليزية)